# Botrychium formosanum
Botrychium formosanum là một loài dương xỉ trong họ Ophioglossaceae. Loài này được Tagawa mô tả khoa học đầu tiên năm 1940.